# Теодора (Византийска империя)
Вижте пояснителната страница за други личности с името Теодора.
Теодора (на гръцки: Θεοδώρα) е византийска императрица. Тя е съимператрица от 19 април до 11 юни 1042 и самодържавна императрица от 11 януари 1055 до смъртта си след 31 август 1056 година, когато управлява Византийска империя. Тя е последният монарх от Македонската династия, която управлява империята повече от двеста години.

## Произход и ранни години
Родена е през 984 година в Константинопол. Дъщеря е на Константин VIII и Елена Алипина.
Притежавайки силен и непреклонен характер, Теодора отказва предложението за брак на вероятния наследник Роман III Аргир, който след това, през 1028 година се жени за сестра ѝ Зоя. Въпреки че живее в уединение, Теодора предизвиква ревността на Зоя и под претекст за заговор с Пресиян II е заточена в манастир.

## Управление

### Съимператрица
На 19 април 1042 г. придобилото популярност движение, причинило детронацията на Михаил V Калафат, води до обявяването ѝ за съимператрица на сестра ѝ Зоя. След два месеца на активно участие в управлението заедно със сестра си, Теодора позволява да бъде заменена от новия съпруг на Зоя, Константин IX Мономах, на 11 юни 1042 година. Независимо от това, Теодора е почитана като императрица заедно със сестра си и зет си по времето на цялото им царуване. Сестра ѝ умира през 1050 година.

### Самостоятелно управление
След смъртта на Константин IX на 11 януари 1055 година, въпреки своите седемдесет години, Теодора бързо си възвръща правата над управлението и осуетява опита да бъде заменена от наместника на тема България – Никифор Протевон. С непоколебимите си управленски способности тя успява да контролира непокорните благородници и възпира множество злоупотреби, но проваля репутацията си заради прекомерната суровост към личните си врагове и неправомерното назначение на слугите си за съветници, в това число и влиятелния министър Лъв Параспондил. Фракцията на Лъв е заинтересована от запазването на контрола си над правителството посредством възрастната императрица.
На 31 август 1056 година Теодора заболява тежко и умира няколко дни по-късно. Тъй като няма деца и е последната представителка на династията, по препоръка на Лъв тя избира за свой наследник един от приближените си – бившия военен министър Михаил VI Стратиот. Михаил VI не е родственик на великата Македонска династия, която управлява Византийската империя в продължение на 189 години и не получава широка подкрепа. Тази липса на подкрепа води до поредица от конфликти за престола между различни благородни родове, което продължава от 1056 до 1081 година.